# Charles Lhuillier
Pour les articles homonymes, voir Lhuillier.
Charles Lhuillier, pseudonyme de Charles Marie Lhullier, né le 28 avril 1824 à Granville  et mort le 20 septembre 1898 au Havre est un peintre français.

## Biographie

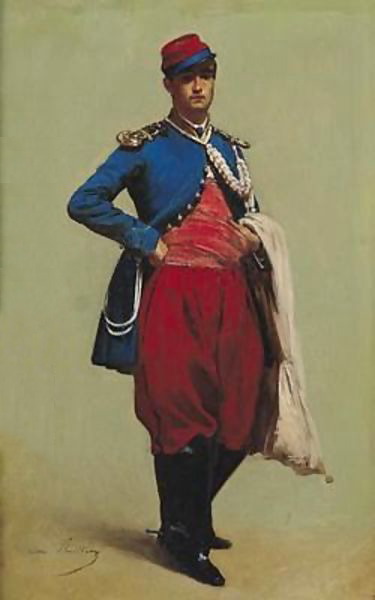
Portrait de Claude Monet en uniforme (1861), Paris, musée Marmottan.

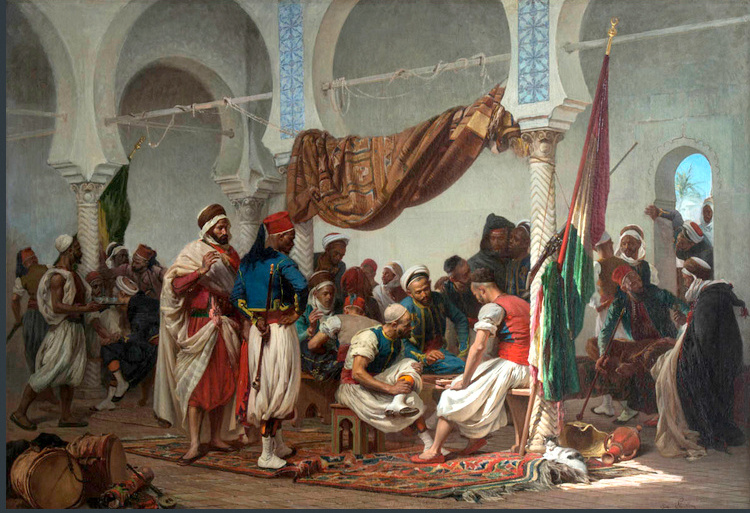
Café des Turcos (1868)

Charles Lhuillier étudie d'abord au Havre auprès de Jacques-François Ochard avec Claude Monet auquel il se lie d'amitié, puis à l'atelier d'Alexandre Cabanel à Paris. Il admire à Paris les travaux d'Ingres et fait la connaissance de Jongkind. En 1868, la ville du Havre lui achète un tableau intitulé Le Café des Turcos. Puis il retourne au Havre et enseigne à partir de 1871 à l'École des beaux-arts du Havre, où il compte parmi ses élèves notamment Raimond Lecourt, Raoul Dufy, Gaston Prunier, Othon Friesz, Jules Ausset, René de Saint-Delis ou Georges Braque. Il dirige la commission d'achat des œuvres d'art pour les musées de la ville à partir de 1882. À partir de 1884, il est directeur du musée des beaux-arts du Havre.

« Nous avions pour notre maître un grand respect mêlé d’admiration, car c’était un véritable artiste, grand dessinateur classique »

— Raoul Dufy
Charles Lhullier a comme amis entre autres Georges Braque, Raoul Dufy, Othon Friesz, Raimond Lecourt, Claude Monet, Gaston Prunier et René de Saint-Delis.

## Œuvres
- Musée du Havre : Catalogue peinture, sculpture, dessins, Maudet et Godefroy, 1887.

- Portrait de Claude Monet en uniforme, 1861, musée Marmottan, Paris[6]